# آلیس رابرتز
آلیس می رابرتز (به انگلیسی: Alice May Roberts) (متولد ۱۹۷۳) یک انسان‌شناس زیستی، زیست‌شناس، مجری تلویزیون و نویسنده انگلیسی است. او از سال ۲۰۱۲ استاد ترویج عمومی علم در دانشگاه در بیرمنگام است. رابرتز از سال ۲۰۱۹، به‌عنوان رئیس خیریه انجمن انسان‌گرای بریتانیایی که فعالیت می‌کند.